# Hermann Kersting (Afrikaforscher)

Porträt von Hermann Kersting (veröffentlicht im Jahre 1914)

Hermann Kersting (* 30. Januarjul. / 11. Februar 1863greg. in Riga; † 23. August 1937) war ein deutscher Arzt, Afrikaforscher und Kolonialbeamter.

## Leben
Kersting war der Sohn des in Meißen geborenen Richard Georg Kersting (1821–1875), der in Riga als Chemiker und Mineralwasseranstaltsdirektor arbeitete, und der aus Riga stammenden Johanna Marie Luise Grass
(1836–1891). Kersting war auch der Enkel des Malers Georg Friedrich Kersting. Er studierte Medizin, Nationalökonomie und Landwirtschaft an der Albertus-Universität Königsberg und der Kaiserlichen Universität Dorpat. 1893 wurde er zum Doktor der Medizin promoviert.

### Afrikadurchquerung
In den Jahren 1893 und 1894 nahm er an einer Reise durch Afrika mit Gustav Adolf von Götzen und Georg von Prittwitz und Gaffron von Ostafrika zur Kongomündung teil.
Mit der Absicht, Zentralafrika zu erforschen, brachen sie am 21. Dezember 1893 von Pangani an der deutsch-ostafrikanischen Küste auf und marschierten durch die Gebiete der Massai, Nord-Uniamwesi und Usuwi. Am 2. Mai 1894 überschritten die Expeditionsteilnehmer den Kagera und gingen nach Ruanda hinein, das bis dahin nur von Oskar Baumann 1892 am Ostrand berührt worden war. Sie bestiegen einen der höchsten Gipfel der Kirungaberge, den Msumbiro und den noch tätigen Vulkan Kirunga-tscha-gongo. Am 29. Juni entschloss sich Götzen, westlich durch den Urwald von Uregga vorzudringen. Nach großen Strapazen erreichten sie am 21. September den Kongo bei Kirundu und am 29. November Matadi die Mündung des großen Stroms in den Atlantik.

### Kolonialbeamter

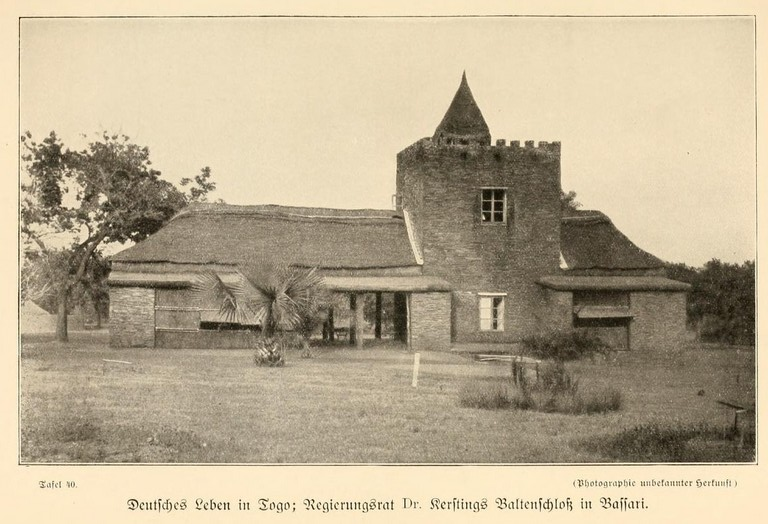
Anwesen Kerstings in Bassari, Togo (ca. 1907–1909)

1896 nahm er im Auftrag des Auswärtigen Amtes an der Expedition von Karl Lauterbach teil, deren Ziel die Erforschung des Hinterlandes von Neuguinea war.
Im Mai 1897 trat er in den Kolonialdienst und war zunächst Leiter der Station Misahöhe in Togo, dann Verwalter des Bezirks Sokode. Dort gab Kersting sich als der „Herr im Lande“ und ließ sich eine Station „mit den Ausmaßen eines kurländischen Adelssitzes bauen“. In den Jahren zwischen 1897 und 1902 leitete Kersting 16 militärische Operationen zur Unterwerfung des Bezirks, darunter gegen Bafilo im September 1897, die Kabiyè-Losso im Januar 1898, und die Batammariba im April 1902.
Peter Sebald charakterisierte Kersting als einen kaltberechnenden Beamten, der wenig von Verhandlungen hielt, sondern militärische Gewalt bevorzugte. Während seiner Zeit als Stationsleiter in Bassari-Sokodé sendete Kersting ethnographische, anthropologische und naturwissenschaftliche Sammlungen zum Berliner Museum für Völkerkunde und Museum für Naturkunde.
In den Jahren 1902 und 1903 bereiste er die Südstaaten der USA, Brasilien und Argentinien.
In Zusammenhang mit dem Kolonialskandal von 1905 wurde Kersting beschuldigt, mehrere minderjährige Afrikanerinnen vergewaltigt zu haben. Die Anschuldigung wurde von Kerstings Vorgesetzten als Verleumdung zurückgewiesen und blieb für ihn ohne Folgen, obwohl zumindest eine Vergewaltigung von dem Stationsassistenten Friedrich Wilhelm Martin Schröder bestätigt wurde.
Von 1910 bis 1914 war er Vize-Gouverneur der Karolinen, Marianen und Marshallinseln, 1910 wurde er Bezirksamtmann auf Yap, 1911 im Bezirk Ponape. Während dieser Zeit kam es in Zusammenhang mit dem Aufstand der Sokehs zur größten Militäraktion der deutschen Kolonialmacht im Pazifik. Unter beträchtlichem Einsatz der Marine (die Schiffe Condor, Cormoran, Emden, Nürnberg und Planet) versuchte Kersting, der etwa 200 Aufständischen Herr zu werden, was ihm aber nicht gelang, da die Aufständischen sich verschanzten bzw. einen Guerillakrieg führten. Schließlich konnte er durch Anwendung der Taktik der „verbrannten Erde“ die Gegner aushungern und so in die Knie zwingen. 17 Aufständische wurden erschossen, das ganze Volk der Sokeh wurde nach Babelthuap deportiert und die Männer wurden zur Arbeit in den Phosphat-Minen von Angaur gezwungen. Nach dem Ende des deutschen Kolonialreichs im Pazifik konnten die Sokeh zurückkehren.
Im Mai 1914 unternahm Kersting eine Studienreise nach China und Japan, auf der er vom Ausbruch des Ersten Weltkriegs überrascht wurde. Nach einer kurzen Kriegsgefangenschaft kehrte er 1914 nach Deutschland zurück. 1915 arbeitete er für die Deutsche Landwirtschafts-Gesellschaft, 1916 und 1917 für das türkische Kriegsministerium. Von 1917 bis 1920 war er Referent für Land- und Forstwirtschaft im Reichskolonialamt.